# جوزفين س. رييس
جوزفين س. رييس هي مربية فلبينية، ولدت في 26 نوفمبر 1927 في Paniqui ‏ في الفلبين، وتوفيت في 26 يوليو 2011 في تاغويغ في الفلبين.